# Gespräch mit dem Biest
Gespräch mit dem Biest (Conversation with the Beast) è un film tedesco nel 1996 e diretto e interpretato da Armin Mueller-Stahl.
Per il suo esordio da regista, Mueller-Stahl ha scelto una farsa su Adolf Hitler. La pellicola parla di un ricercatore americano, interpretato da Bob Balaban, che intervista un uomo di 103 anni che crede di essere il dittatore tedesco.
Il film è stato pubblicato il 10 settembre 1996 al Toronto Film Festival e mostrato in più di 20 festival cinematografici, ma non è stato distribuito in home video.